# Django le Justicier
Pour plus de détails, voir Fiche technique et Distribution.
Django le Justicier (Non aspettare Django spara!) est un western spaghetti italien sorti en 1967, réalisé par Edoardo Mulargia.

## Synopsis
Navarro, un hors-la-loi au service d'un certain Don Alvarez, tue Foster qui venait de conclure avec son patron un contrat de 100 000 dollars pour un troupeau de chevaux. Django, le fils de Foster, entend se venger et récupérer l'argent de la famille. Arrivé dans un village, il rencontre Navarro, le défie et le tue en duel. Il apprend ensuite d'un mexicain que le butin est encore dans le village. Il est en possession de Grey, défié et tué par Django à son tour. Entre-temps Don Alvarez paie un professionnel qui enlève la sœur de Django et tue de sang froid son oncle. Ce tueur élimine ensuite Don Alvarez afin de mettre la main sur l'intégralité du butin. A la fin, une confrontation entre le tueur et Django, aidé du mexicain, permet la récupération de sa sœur, saine et sauve.

## Fiche technique
- Titre français : Django le Justicier
- Titre original italien : Non aspettare Django spara!
- Genre : western spaghetti
- Réalisation : Edoardo Mulargia (sous le pseudo d'Edward G. Muller)
- Scénario : Vincenzo Musolino (sous le pseudo de Glenn Vincent Davis)
- Production : Vincenzo Musolino pour Intercontinental Production
- Photographie : Alfio Quattrini
- Montage : Enzo Alabiso
- Effets spéciaux : Chiusi - Patrizi
- Musique : Felice Di Stefano
- Décors : Alfredo Montori
- Maquillage : Renato Bomarzi (comme Renato Bomarsi)
- Année de sortie : 1967
- Durée : 87 minutes
- Format d'image : 2.35:1
- Pays :  Italie
- Distribution en Italie : Indipendenti Regionali

## Distribution
- Ivan Rassimov (sous le pseudo de Sean Todd) : Django
- Ignazio Spalla (sous le pseudo de Pedro Sanchez) : Juan Jose « le mexicain »
- Rada Rassimov : sœur de Django
- Vincenzo Musolino (sous le pseudo de Bill Jackson) : Hondo
- Gino Buzzanca : Don Alvarez
- Franco Pesce (en) : croque-mort
- Celso Faria : Grey
- Marisa Traversi : Judy, compagne de Grey
- Alfredo Rizzo : homme ivre
- Giovanni Sabbatini
- Armando Guarneri
- Giovanni Ivan Scratuglia : Navarro